# Цымбал, Анатолий Андреевич
Анатолий Андреевич Цы́мбал (5 июля 1928, Глобино, Кременчугский округ — 3 мая 2011, Омск) — российский художник, скульптор.
Основная тема работ скульптора — Великая Отечественная война.
За свой творческий путь Анатолий Цымбал создал ряд монументальных скульптур, урасивших улицы Омска, Сургута, Петропавловска (Казахстан), р.п. Полтавки, и других.

## Биография
Родился 5 (12) июля 1928 года. В 1946 году поступил в Кременчугское художественно-архитектурное училище, которое закончил в 1949, получив специальность "лепщик-модельщик". После училища проходил срочную службу на седьмом тихоокеанском флоте в 1950-х годах. После демобилизации вернулся в Днепропетровск, но в 1955 году был переведен по работе в Омск для участия в строительстве здания железнодорожного вокзала. В этом же году обучался в вечерней художественной школе, в студии М. Ф. Гладунова.
В 1959 году поступил в Пензенское художественное училище им. К. А. Савицкого на два отделения одновременно, живописи и скульптуры (педагоги: В. Курдов, Н. Фомин). На третьем курсе из-за возросшей нагрузки пришлось отказаться от одного из курсов, поэтому доучивался уже только на скульптора. Дипломная работа — аллегорическая фигура бурильщика «В недра!..»
В 1960-х годах обучался на заочном отделении Художественно-графического факультета Омского педагогического института им. А. М. Горького.
В 1964−1969 работал в Кременчугских художественных мастерских. В 1969 был принят в члены Союза художников СССР.
С 1969 по 1972 работал над мемориалом «Юбилейный камень» (1970) в городе Кременчуге. В 1970 году стал делегатом пленума правления СХ РСФСР.
В 1972 поступил на работу в Творческо-производственный комбинат Омского отделения Художественного фонда РСФСР. Следующие десять лет активно занимался творческой деятельностью.
В 1998 выступил делегатом Второго Всемирного Украинского конгресса в Киеве.
В 2008 году включён в Книгу Почёта деятелей культуры города Омска.
Умер 3 мая 2011 года. Похоронен на Ново-Южном кладбище.

## Творческие дачи
Дача им. Д. Н. Кардовского (1978, 1987, руководитель А. Л. Малахин, О. К. Комов).

## Выставки
- 1967 — 2-я зональная выставка «Сибирь социалистическая», Омск.
- 1970 — Республиканская выставка, Киев.
- 1973 — Областная выставка, посвящённая 50-летию образования СССР, Омск.
- Юбилейная выставка, посвященная 40-летию Омской организации СХ и ХПМ. Дом художника, Омск.
- 1975 — Выставка омских художников в ВНР, Будапешт. 4-я зональная выставка «Сибирь социалистическая», Томск. Республиканская выставка «Художники России — 30-летию Победы», Москва. Областная выставка, посвященная 30-летию Победы над фашистской Германией, Омск.
- 1977 — Областная выставка произведений омских художников, посвященная 60-летию Великого Октября, Омск.
- 1979 — Персональная выставка. Дом художника, Омск. Передвижная выставка омских художников по районам Омской области, посвященная 25-летию освоения целинных и залежных земель. Русская Поляна, Павлоградка, Одесское. Областная выставка произведений омских художников, посвященная 60-летию освобождения города Омска от колчаковщины, Омск.
- 1980 — 5-я зональная выставка «Сибирь социалистическая», Барнаул.
- 1982 — Дар омских художников колхозу «Родина» станицы Казанской Краснодарского края.
- 1982 — Юбилейная выставка произведений омских художников «Омская земля» (50 лет организации), Омск.
- 1984 — Выставка произведений омских художников «Омск и омичи», Омск.
- 1984−1985 — Областная выставка «Омская земля», Москва, Ленинград. Выставка произведений омских художников «Хлеб омской земли», посвященная 30-летию освоения целины.
- 1985 — Областная выставка, посвященная 40-летию Победы над Германией, «Омичи в труде и бою», Омск. 6-я зональная выставка «Сибирь социалистическая». Кемерово. Выставка произведений омских художников «Омская земля», Москва, Ленинград.
- 1986 — Выставка произведений омских художников «Слава труду», посвященная XXVII съезду КПСС, Омск.
- Областная выставка произведений омских художников «Художник и город», посвященная 270-летию основания города Омска, Омск.
- 1987 — Областная выставка произведений омских художников «Художники — Октябрю», посвященная 70-летию Великого Октября, Омск.
- 1988 — Персональная юбилейная выставка, Омск.
- 1989 — Персональная выставка. Дом художника, Омск.
- 1998 — Персональная выставка. ООМИИ им. М. А. Врубеля, Омск.
- 2002 — «Омский Союз художников в контрастах эпохи» к 70-летию образования Омской организации Союза художников России. ООМИИ им. М. А. Врубеля, Омск.
- 2003 — Персональная выставка. Дом художника, Омск.
- 2008 — «Путь скульптора» Персональная выставка скульптора Анатолия Цымбала к 80-летию со дня рождения, Омск.

## Конкурсы
- 1969 — Вторая премия на конкурсе за проект памятника павшим в Великую Отечественную войну в городе Кременчуге «Переправа через Днепр» (архитекторы Ю. А. Захаров, М. М. Хахаев).
- 1978 — Поощрительная премия за участие в конкурсе на мемориальный памятник в городе-герое Керчи на горе Митридат (архитекторы В. Г. Толкачев, Г. Е. Чиркин).
- 1972 — Конкурс на памятник М. А. Врубелю.
- 1987 — Конкурс на Памятник Победы на Поклонной горе в Москве.
- 1988 — Конкурс на Памятник Победы в Москве.
- 2002 — Конкурс на статую «Марафонец» в Омске.
- 2003 — Конкурс на памятник М. А. Врубелю в Омске.
- 2008 — Вторая премия на конкурсе на памятник А. В. Колчаку в Омске.

## Произведения в городском пространстве
- Маски на фасаде цирка. (Архитектор Ю. А. Захаров). Омск.
- Памятник воинам-полтавчанам, погибшим в годы Великой Отечественной войны 1941—1945 гг. (Архитектор Кириленко) 28 октября 1967 г. пгт Полтавка.
- Памятник Герою Советского Союза В. П. Горячеву. Бюст. 9 мая 1975 г. Возле школы № 12. города Омска.
- Скульптурная композиция «Воинам-речникам, погибшим в 1941—1945 гг.» (Архитектор Г. Е. Чиркин). 4 декабря 1982 г. Улица Красный путь возле Дворца культуры «Юбилейный» (ныне здание «Пятого театра»). За основу взят конкурсный проект для памятника на горе Митридат в городе-герое Керчи.
- Серия горельефов «История и современность» на фасаде главного здания Политехнического института. Художественная самодеятельность. Бам. и др. Алюминий. Ковка. 1984-87 гг.
- Памятник погибшим в Великой Отечественной войне. (Архитектор Ю. А. Захаров). Черемушки. Реконструирован в 2005 г.
- Памятник партизанке Е. И. Чайкиной (Архитекторы З. М. Андрусишин, В. С. Мальцев, И. А. Вахитов.) Бетон, лепка. 7 мая 1995 г. у Дворца творчества детей и юношества, на улице Лизы Чайкиной города Омска. В 2000 году памятник был осквернен вандалами. В 2004 восстановлен.
- Памятник Маршалу Г. К. Жукову. Скульпторы А. А. Цымбал, В. А. Шамардин, Л. И. Семенов, архитекторы Ю. А. Захаров, О. В. Колесникова). Бронза, литьё. 8 мая 1995 г. Перекресток улиц Маршала Жукова и 10-летия Октября.
- Памятника омичам — жертвам Уфимской трагедии. 2000. Расположен в сквере им. З. Лобкова
- Памятник Т. Г. Шевченко. Бюст. Бронза литье. 10 сентября 2005 г. Сургут.

## Фотографии работ

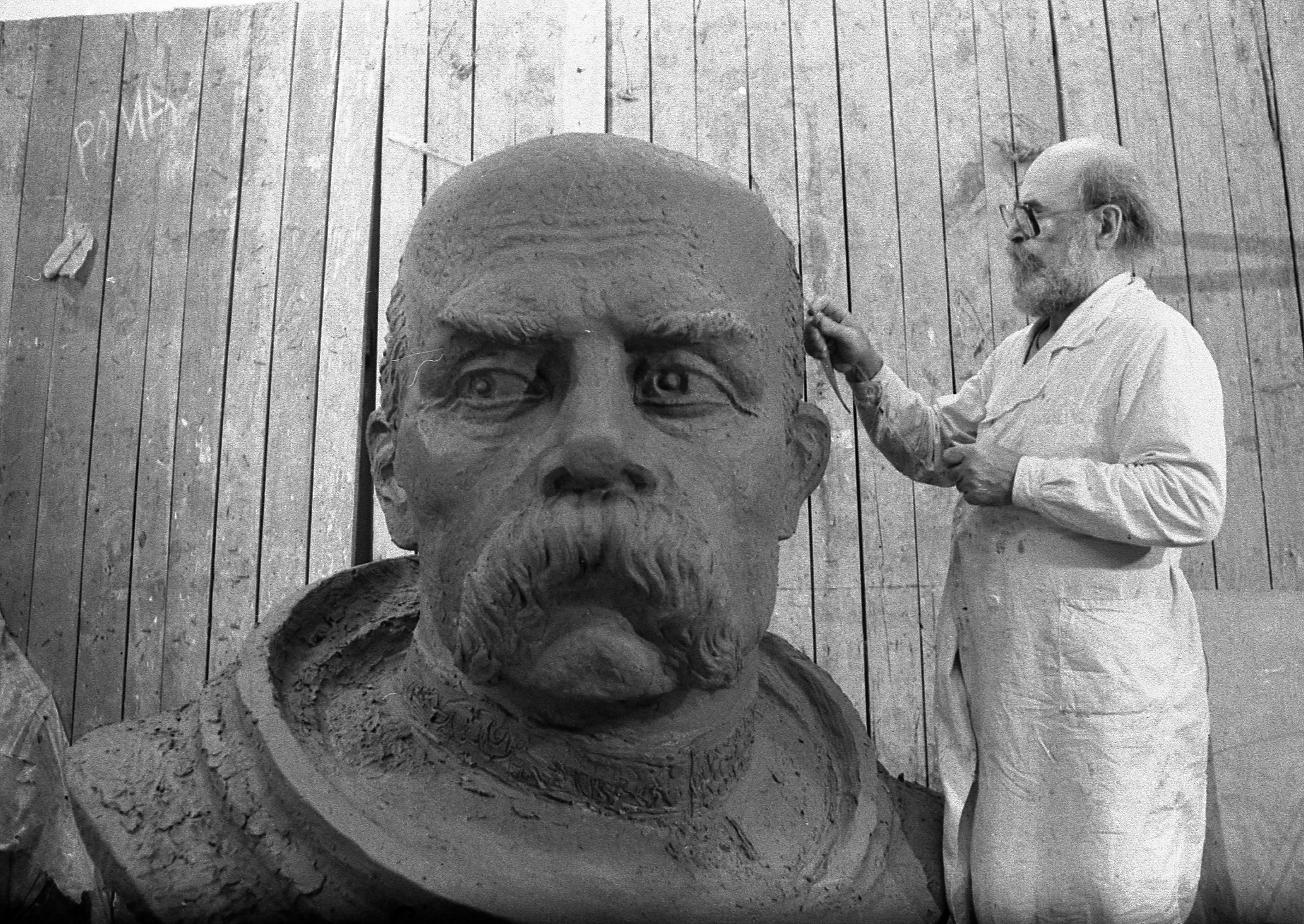
Памятник Т. Шевченко
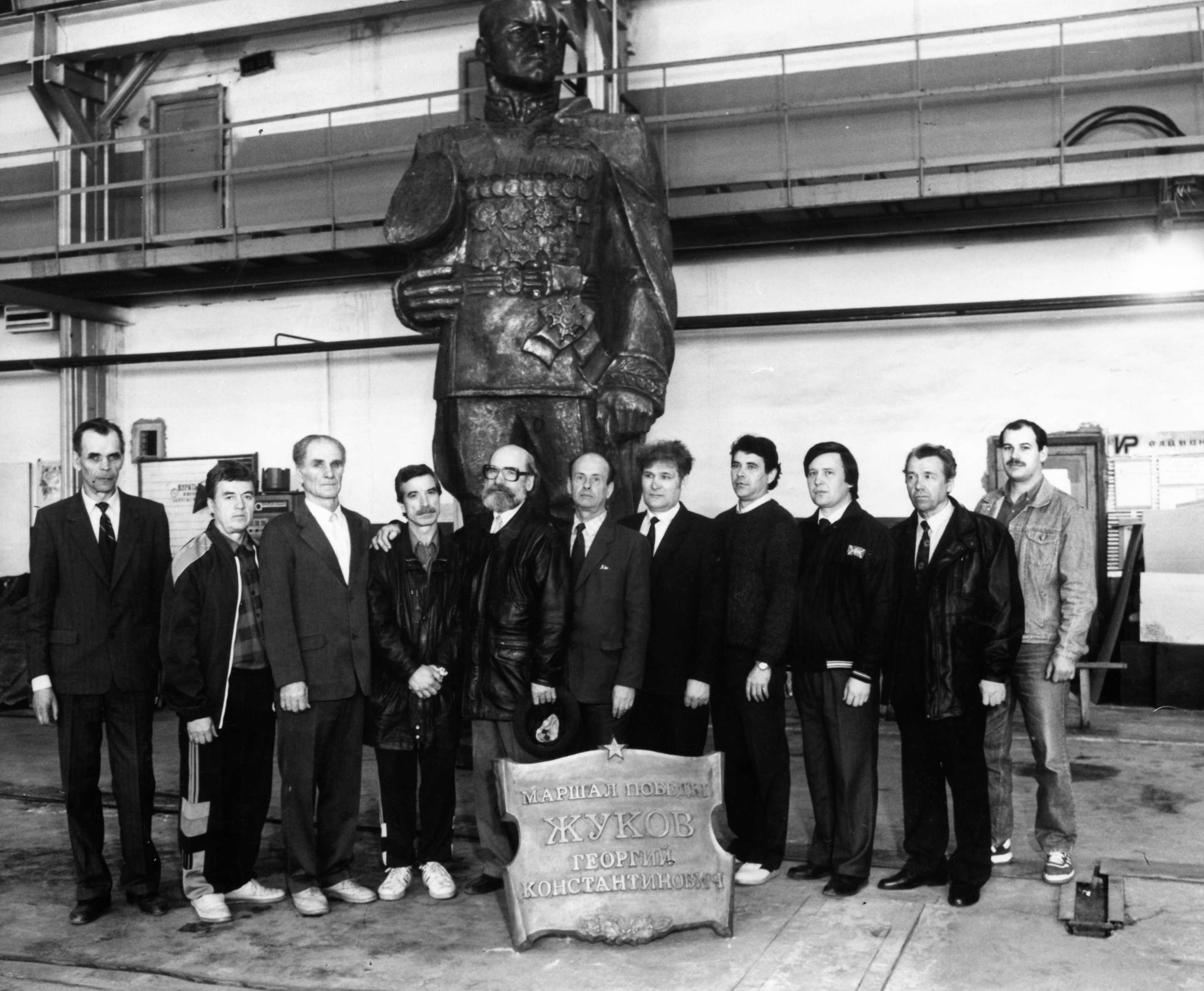
Памятник Маршалу Г.К. Жукову на заводе им.Баранова
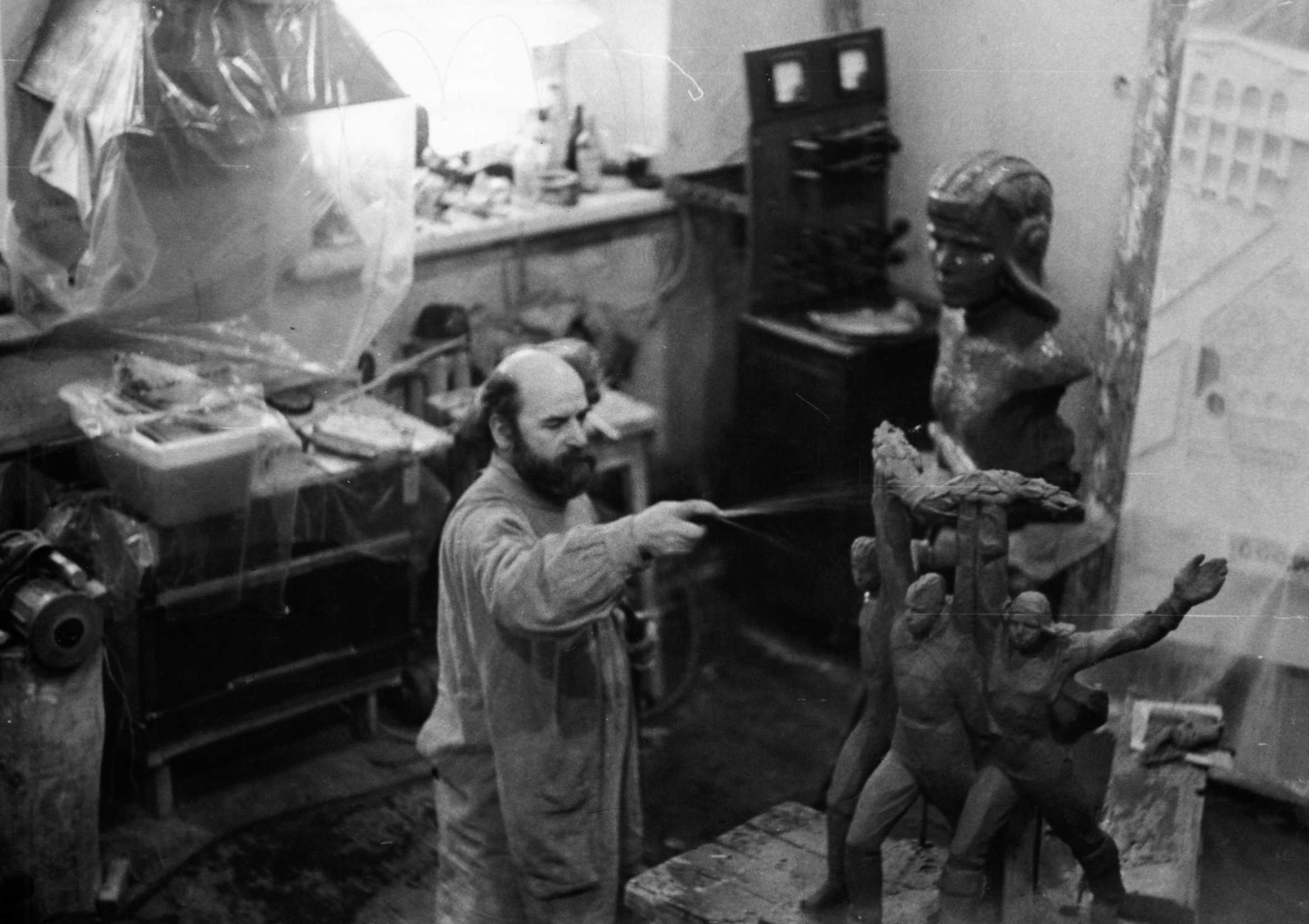
Работа над проектом памятника воинам-победителям (установлен в г. Петропавловск (Казахстан))
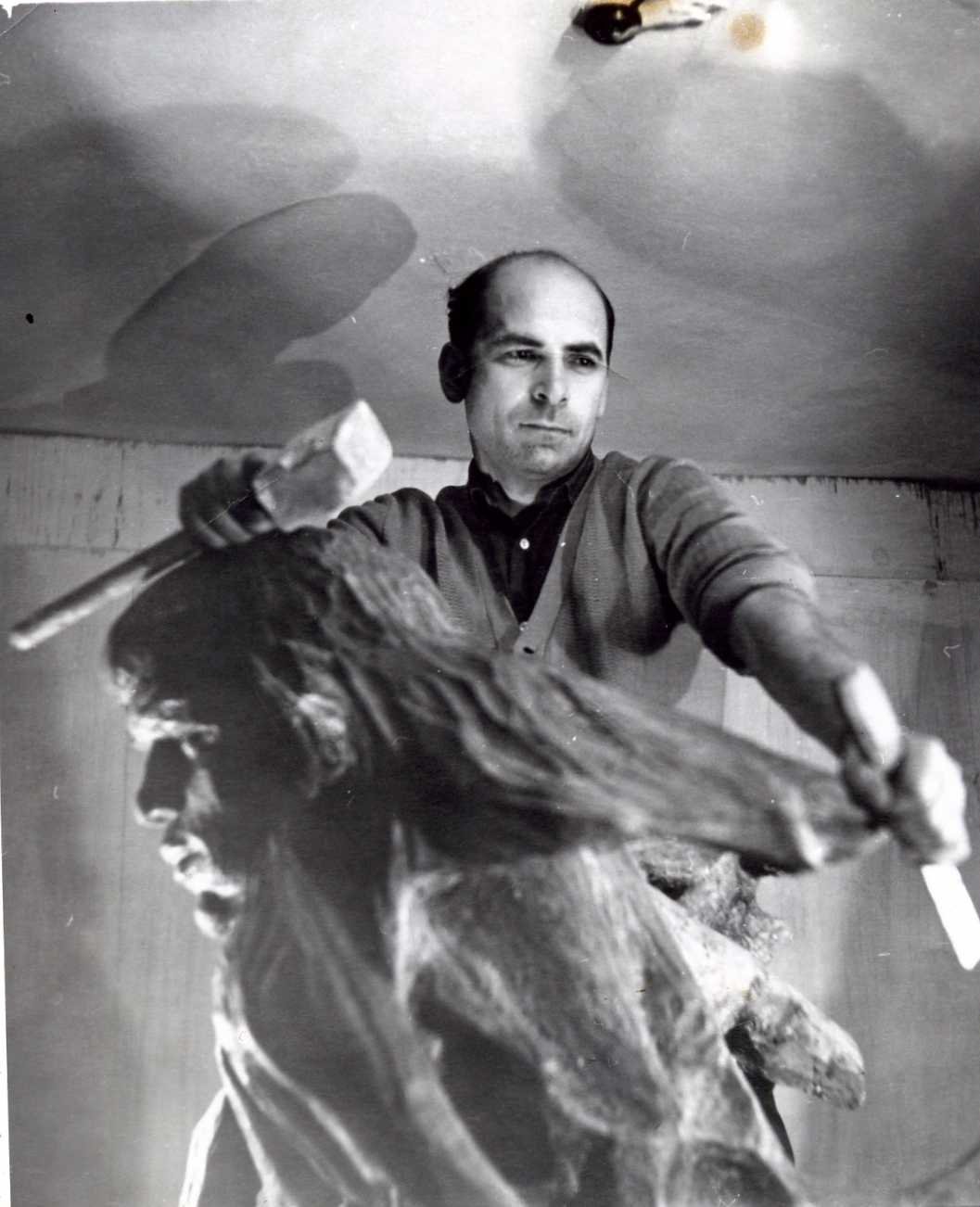
Работа с деревом

## Другие знаковые произведения

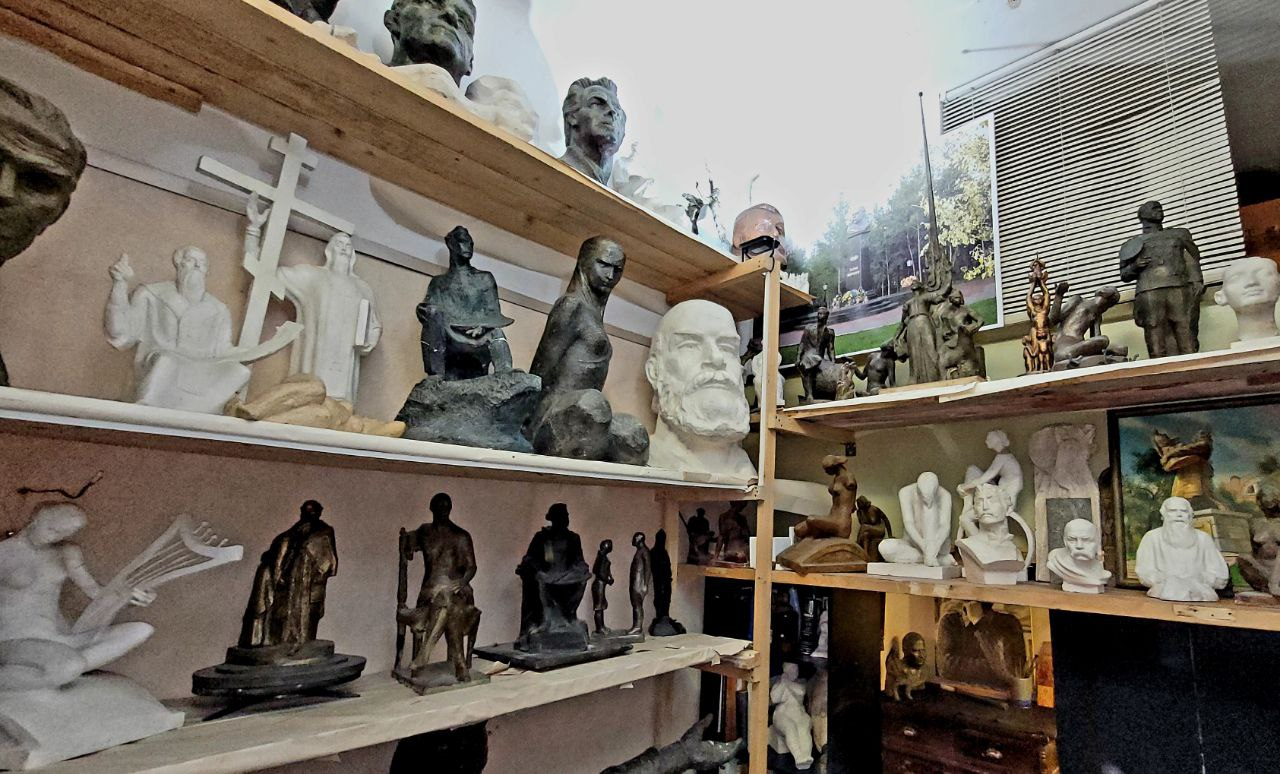

Скульптурные портреты Героев Социалистического труда В. П. Деньгина, И. Ф. Региды (1984), П. В. Будеркина, поэта В. Балачана, актрисы Т. Ожиговой, портреты А. С. Пушкина, Ф. М. Достоевского (1988), проекты Е. А. Грозного (1967). Проект Паямтника М. А. Врубелю (1978).
Работы Цымбала находятся в музеях города Омск

## Награды
- Орден «За заслуги» III степени (20 августа 2010 года, Украина) — за весомый личный вклад в укрепление международного авторитета Украины, популяризацию её исторического наследия и современных достижений и по случаю 19-й годовщины независимости Украины[7]